# Waihua (fleuve)

Le fleuve Waihua  (en anglais : Waihua River ) est un  cours d’eau du nord de la région de  Hawke's Bay dans l’Île du Nord de la  Nouvelle-Zélande.

## Géographie
Il court grossièrement  parallèle à son voisin plus au nord qui est la rivière Waiau. La rivière  Waihua prend naissance dans le paysage de collines au nord de la ville de Raupunga, s’écoulant initialement vers l’est avant de tourner au sud-est pour atteindre Hawke's Bay à 15 kilomètres à l’ouest de la ville de Wairoa.
(en) Land Information New Zealand, « détail emplacement: Waihua (fleuve) », sur New Zealand Gazetteer